# 삼총사와 알버트
삼총사와 알버트는 문 스쿠프 그룹이 제작한 TV 애니메이션 시리즈이다. 알렉상드르 뒤마의 1844년 소설 삼총사를 바탕으로 한다. 1994년 3월 15일부터 1995년까지 카날+에서 총 26화로 방영되었다.
대한민국에서는 1998년 7월 20일부터 1998년 8월 26일까지 MBC에서 방영되었다.

## 등장인물
- 다르타냥
- 아토스
- 포르토스
- 아라미스
- 리슐리외 추기경
- 루이 13세
- 알베르 총사
- 밀라디